# Christiane Amanpour
Christiane Amanpour (London, 1958. január 12. – ) brit-iráni újságíró és televíziós műsorvezető. Amanpour a CNN vezető nemzetközi tudósítója, illetve műsorvezetője a CNN International esti interjú-műsorának, az Amanpournak. Továbbá az ABC News globális ügyekért felelős műsorvezetőnője is. A Burson-Marsteller PR cég jelentése alapján, egyike azoknak az újságíróknak akiket, a Twitter közösségi oldalán a világ politikai vezetői közül a legtöbben követnek 2014 óta.

## Tanulmányai
A londoni születésű Amanpour Teheránban nevelkedett. Iráni édesapja, Mahmoud Amanpour síita muszlim, míg édesanyja Patricia angol keresztény. Folyékonyan beszél angolul és perzsául.
Miután az általános iskolai tanulmányainak nagy részét befejezte Iránban, szülei 11 éves korában bentlakásos intézménybe küldték Angliába. Tanulmányait a Holy Cross Convent leányiskolájában folytatta Buckinghamshire-ben, majd 16 éves korától az Essexben található New Hall Schoolban. Röviddel az iráni forradalom kitörését követően Amanpour családjával együtt tért vissza Angliába. Többször hangsúlyozta, hogy nem kényszerítették őket Irán elhagyására, valójában az irak–iráni háború következtében érkeztek Angliába. Családja végül Angliában maradt, az Iránba való visszaköltözésük nehézségei miatt.
New Hall elhagyását követően az Egyesült Államokba költözött, hogy újságírást tanuljon a University of Rhode Islanden. Ott töltött ideje alatt a WBRU-FM hírközlési osztályán dolgozott, valamint az NBC társvállalatánál, a WJAR-nál volt elektronikus grafikus. 1983-ban summa cum laude diplomát szerzett újságírásból.

## CNN
Atlantában kezdte pályafutását a CNN külügyi szerkesztőségén, mint asszisztens. Tudósító karrierjének kezdetén, az irak–iráni háborúból közvetített, mely első jelentős megbizatása volt. Később áthelyezték Kelet-Európába, ahol az európai kommunizmus bukásáról tudósított 1986-ban. Ezt követte 1989-es frankfurti megbízatása, ahol az abban az időben Kelet-Európán végigsöprő demokratizációs forradalmakról közvetített. Akkori pozícióján keresztül sikerült feljebb lépnie a vállalaton belül, így 1990-ben már a CNN New York-i szerkesztőségében dolgozott tudósítóként.
Kuvait iraki elfoglalása után 1990-ben, Amanpour riportjai az öbölháborúról széles körű elismertséget hozott számára, illetve új szintre emelte a hírközlést is. Későbbiekben közvetített a boszniai háborúból és egyéb konfliktuszónákból. Érzelmes előadásmódját Szarajevóról sokan kritizálták a város ostromának idején. Nézők és kritikusok egyaránt megkérdőjelezték szakmai objektivitását, azt állítva hogy sok riportja igazolatlan és kiváltságos a boszniai muszlimokkal. A boszniai- és öbölháború idején tanúsított bátorságát széles körben elismerték.
A CNN vezető nemzetközi tudósítója volt az 1992–2010-es időszakban, továbbá műsorvezetőnője is volt a minden nap jelentkező Amanpour interjú-műsorának 2009 és 2010 között. Tudósított a világ legtöbb jelentős válsághelyzetéről, beleértve Irakot, Afganisztánt, a palesztin területeket, Iránt, Izraelt, Pakisztánt, Szomáliát, Ruandát, a Balkán térséget és az Egyesült Államokat a Katrina hurrikán idején. Exkluzív interjúkat készített a világ politikai vezetőivel, a Közel-kelettől, Európán át Afrikáig és még tovább. A 2001. szeptember 11-ei terrortámadásokat követően ő volt az első, aki interjút készítette Tony Blair brit miniszterelnökkel, Jacques Chirac francia köztársasági elnökkel, illetve Pervez Musarraf pakisztáni elnökkel.
1996 és 2005 között leszerződtették a 60 minutes című műsor készítésére, évi 4–5 komoly nemzetközi hírközlési riportra. E riportoknak köszönhetően nyerte el a Peabody díjat 1998-ban.